# Chris Corning
Christopher Corning –conocido como Chris Corning– (Silverthorne, 7 de septiembre de 1999) es un deportista estadounidense que compite en snowboard, especialista en las pruebas de slopestyle y big air.
Ganó cuatro medallas en el Campeonato Mundial de Snowboard entre los años 2017 y 2023. Adicionalmente, consiguió una medalla de bronce en los X Games de Invierno.
Participó en dos Juegos Olímpicos de Invierno, ocupando el cuarto lugar en Pyeongchang 2018 (big air) y el sexto en Pekín 2022 (slopestyle).

## Medallero internacional
| Campeonato Mundial | Campeonato Mundial         | Campeonato Mundial | Campeonato Mundial |
| Año                | Lugar                      | Medalla            | Prueba             |
| ------------------ | -------------------------- | ------------------ | ------------------ |
| 2017               | Sierra Nevada (España)     | Medalla de plata   | Big air            |
| 2017               | Sierra Nevada (España)     | Medalla de bronce  | Slopestyle         |
| 2019               | Park City (Estados Unidos) | Medalla de oro     | Slopestyle         |
| 2023               | Bakuriani (Georgia)        | Medalla de bronce  | Slopestyle         |

| X Games de Invierno | X Games de Invierno | X Games de Invierno | X Games de Invierno |
| Año                 | Lugar               | Medalla             | Prueba              |
| ------------------- | ------------------- | ------------------- | ------------------- |
| 2018                | Bærum (Noruega)     | Medalla de bronce   | Big air             |